# Heracleum sibiricum
Heracleum sibiricum là một loài thực vật có hoa trong họ Hoa tán. Loài này được L. mô tả khoa học đầu tiên.

## Hình ảnh

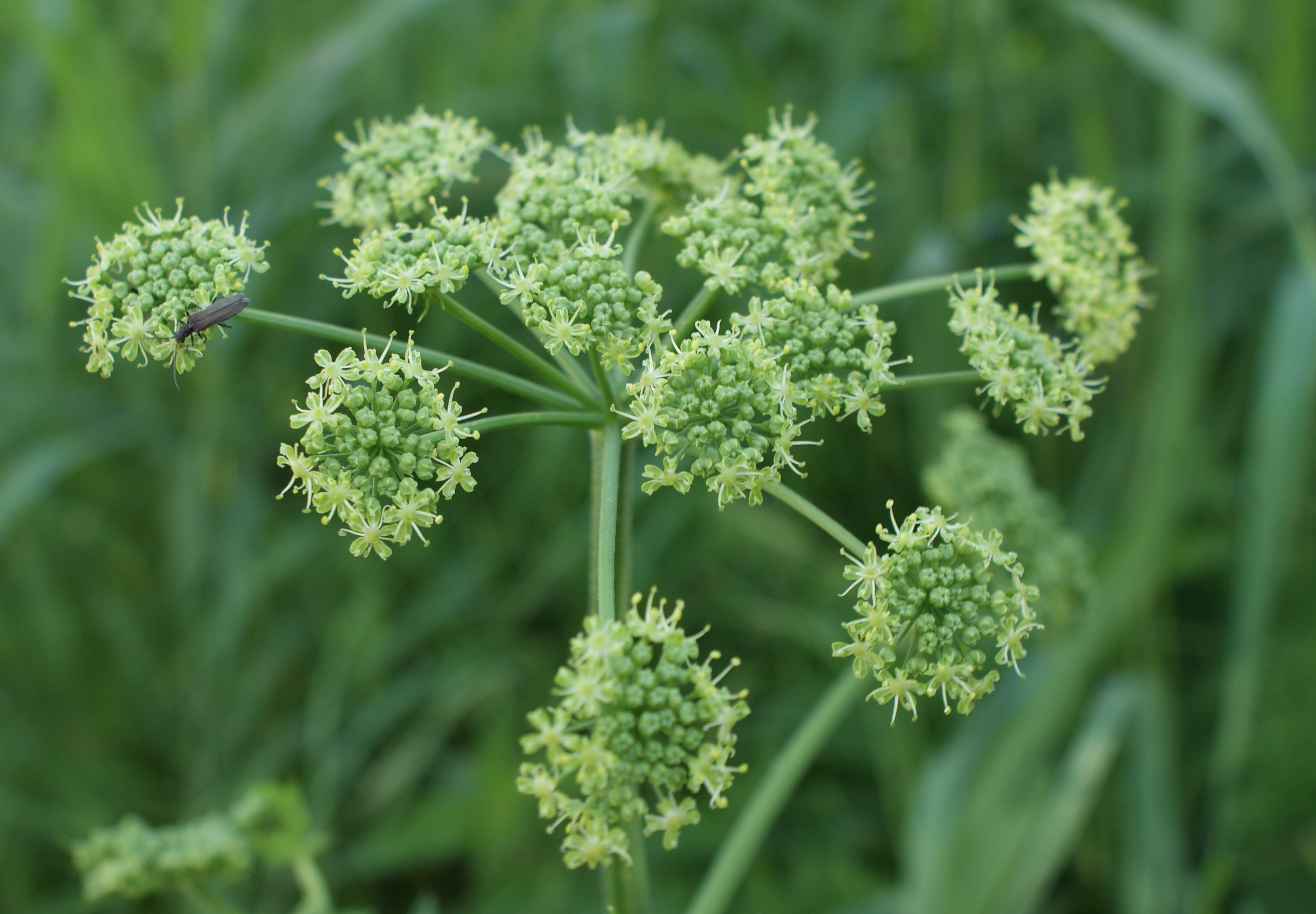